# フェリア・デル・ソル

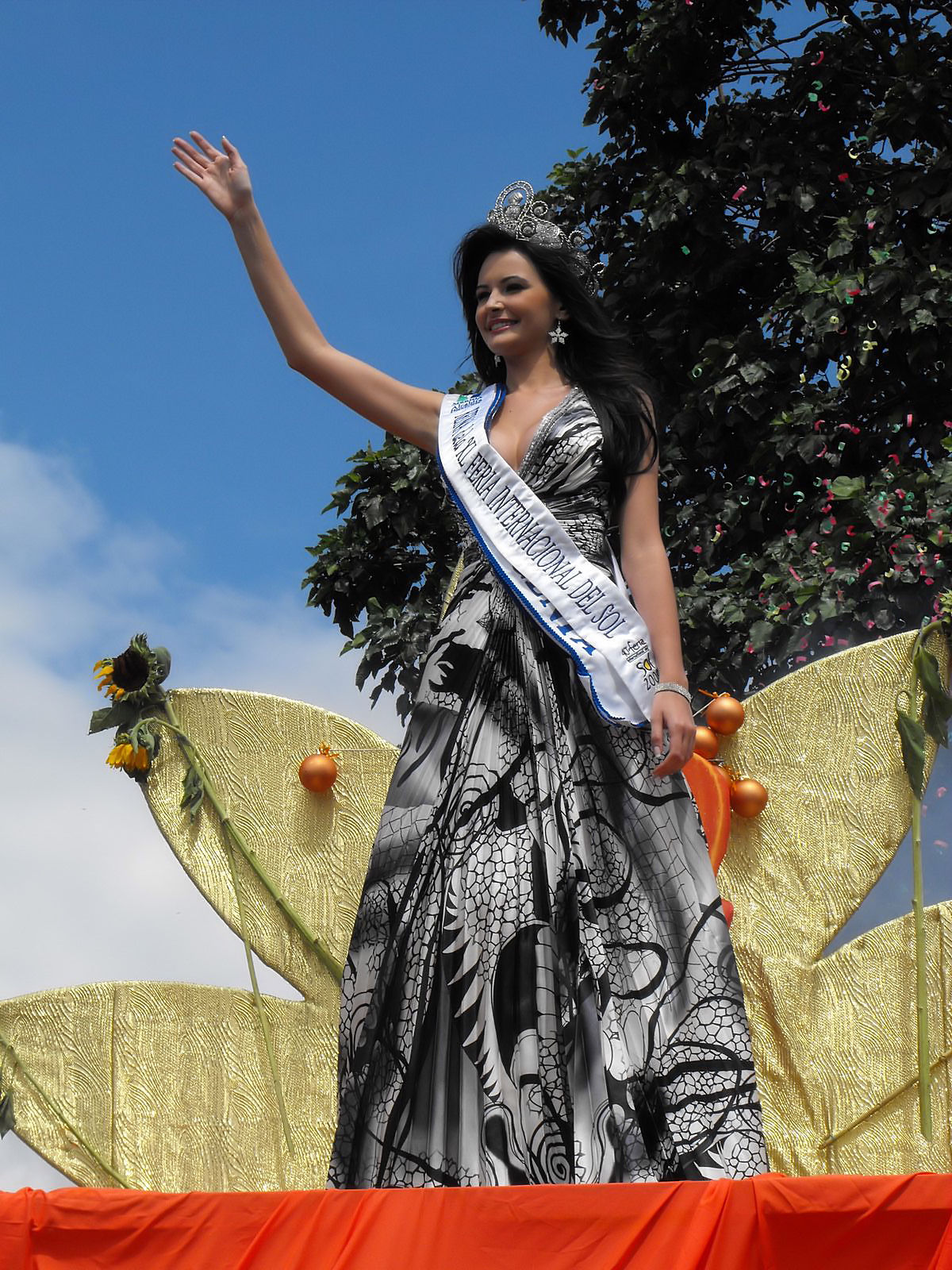
太陽の女王(La Reina Del Sol)に選ばれた女性(2009)

フェリア・デル・ソル（スペイン語:Feria del Sol 「太陽の祭」の意）は、ベネズエラのメリダ市で毎年2月に開催される国際的な文化祭典。
この祭りは、カーニバルと並行して開催される。同祭典では、闘牛、文化・商業・畜産の博覧会、コンサート、パレード、スポーツ大会、そして「太陽の女王(La Reina Del Sol)」コンテストなどが行われる。

## 歴史
メリダ市 はベネズエラの歴史的な過去を祝っていたが、サンクリストバル、バルキシメト、マラカイボ、タリバの都市で類似の祭りは開催されていなかった。そこで、アマチュアの一団が闘牛場(Plaza de Toros)を建設するという構想を打ち出し、メリダは闘牛の年中行事を開催、この祭りが同国内で重要なものに数えられるようになった。（当初）この祭りは12月9日と10日に設定されていたが、同月初旬の無原罪の御宿り祭祀と重なった。闘牛では、多数の闘牛士がコロンビア出身の雄牛と闘った。

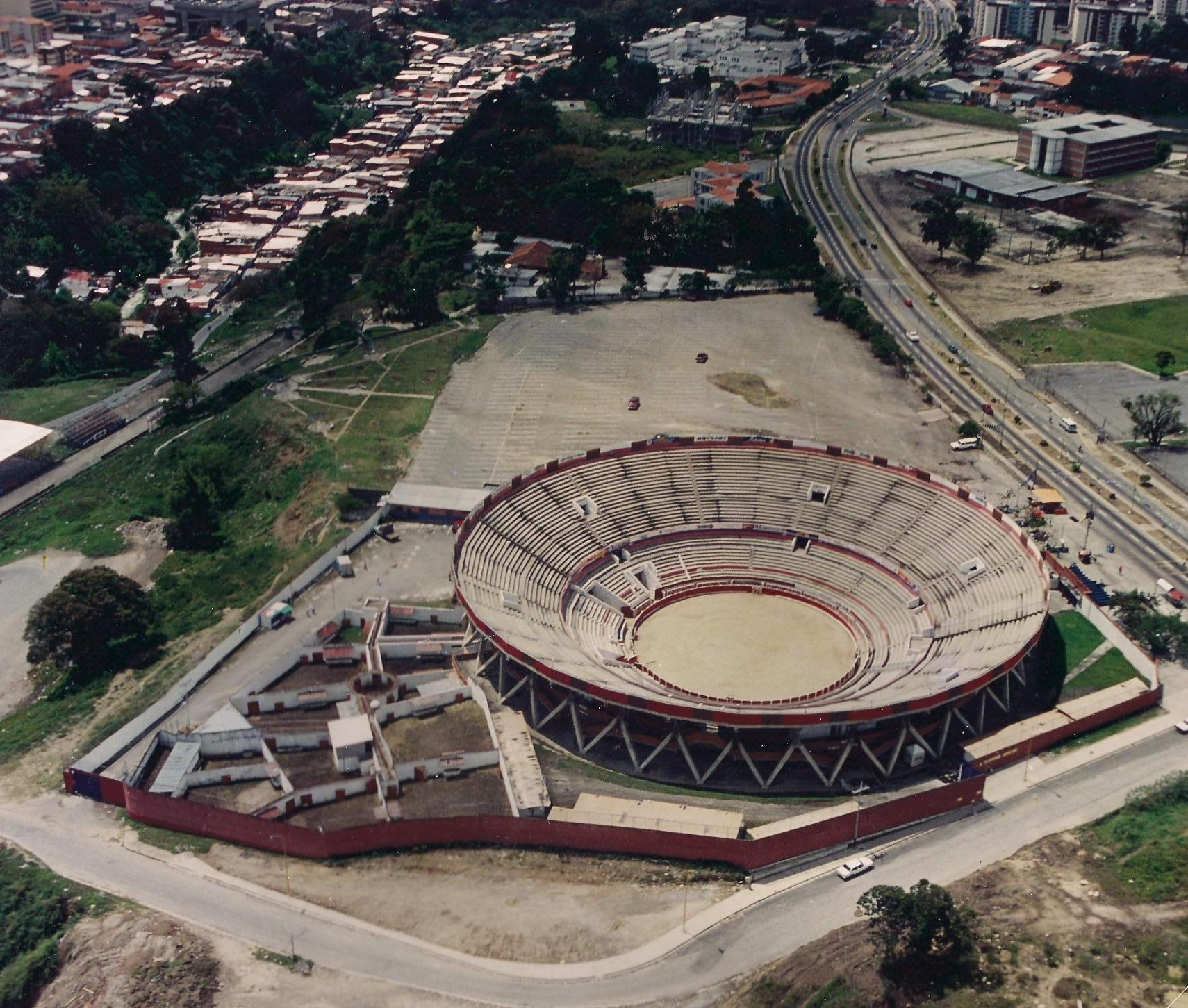
メリダにある闘牛場Plaza de Toros Román Eduardo Sandia

1968年12月に祭典は行われなかったが、闘牛は聖土曜日の同年4月13日に実施された。その時の闘いの締めくくりが素晴らしいものだった。その後、この祭りを既に「フェリア・デル・ソル」と通称されていたカーニバルと同時に行うことが決定された。そのため、1969年最初の闘牛カーニバルが2月15-17日になり、3度のエンシエロが実施された。
それ以来、この祭りはベネズエラにおける（また闘牛界の）最も重要な祭りの1つへと発展していった。「無原罪」の祭りは、1990年、1991年、1997年に実施されたが殆ど受け入れられなかった。